# Heroides
Heroides ("Heldinnen") of Epistulae heroidum ("Heldinnenbrieven") zijn de gebruikelijke titels van een werk dat de Romeinse dichter Publius Ovidius Naso schreef omstreeks het begin van onze jaartelling in elegische disticha.

## Totstandkoming
Met deze vroege dichtbundel bouwde Ovidius voort op zijn elegische debuut Amores en op de Arethusabrief van Propertius. Ondanks gelijkenissen met dat laatste werk, beweerde Ovidius het genre van de Heldinnenbrief te hebben bedacht, fictieve brieven waarin veelal mythische vrouwen hun liefdesklachten uiten aan hun afwezige mannen. De reeks is enkele jaren later aangevuld met drie paar brieven waarin een man zijn geliefde aanschrijft en antwoord krijgt.
Over de authenticiteit zijn grote debatten gevoerd, met als voornaamste conclusie dat het auteurschap van Ovidius toch is bevestigd, ook voor de latere brieven. Enkel over sommige beginverzen bestaat nog discussie.

## Inhoud
Ovidius nam mythologische of historische figuren en bracht hun verhaal vanuit een verrassend gezichtspunt. Een vast stramien keert in elke stuk terug: in briefvorm wordt een karakter neergezet dat een liefdesklacht uit via een argumentatief-overredend betoog. Door variatio in de karaktereigenschappen, het liefdesleed en de verlangens zorgde de dichter voor afwisseling, al lijkt de bundel niet bedoeld om in één ruk te lezen. Doorheen de tijd zijn de Heroides om diverse redenen gewaardeerd, vroeger bijvoorbeeld eerder als modeloefeningen van retorica en recenter om hun intertekstualiteit.
| Brief | Auteur en bestemmeling   | Strekking                                                               | Verzen |
| ----- | ------------------------ | ----------------------------------------------------------------------- | ------ |
| I     | Penelope aan Odysseus    | Penelope wenst dat Odysseus onmiddellijk terugkeert.                    | 116    |
| II    | Phyllis aan Demophoön    | Phyllis wacht vergeefs op de ontrouwe Demophoön.                        | 148    |
| III   | Briseïs aan Achilles     | Briseïs smeekt Achilles haar weer als slavin bij zich te nemen.         | 154    |
| IV    | Phaedra aan Hippolytus   | Phaedra probeert haar stiefzoon Hippolytus te verleiden.                | 176    |
| V     | Oenone aan Paris         | Oenone beschuldigt Paris van ontrouw met Helena.                        | 158    |
| VI    | Hypsipyle aan Iason      | Hypsipyle verwijt Iason dat hij haar heeft verlaten voor Medea.         | 164    |
| VII   | Dido aan Aeneas          | Dido probeert Aeneas ervan te weerhouden weg te zeilen naar Italië.     | 196    |
| VIII  | Hermione aan Orestes     | Hermione eist dat Orestes haar weghaalt bij Pyrrhus.                    | 122    |
| IX    | Deianira aan Hercules    | Deianira wil wraak voor de ontrouw van Hercules.                        | 168    |
| X     | Ariadne aan Theseus      | Ariadne verwijt Theseus haar in steek te hebben gelaten.                | 152    |
| XI    | Canace aan Macareus      | Canace neemt afscheid van haar broer Macareus met wie zij een kind had. | 128    |
| XII   | Medea aan Iason          | Medea uit haar wrok over de ontrouw van Iason.                          | 212    |
| XIII  | Laodamia aan Protesilaus | Laodamia waarschuwt Protesilaus zijn leven te sparen.                   | 166    |
| XIV   | Hypermestra aan Lynceus  | Hypermnestra herinnert Lynceus eraan dat zij hem heeft gered.           | 132    |
| XV    | Sappho aan Phaon         | Sappho verlangt terug naar de omhelzingen van Phaon.                    | 220    |
|       |                          |                                                                         |        |
| XVI   | Paris aan Helena         | Paris verleidt zijn gastvrouw Helena om mee te gaan naar Troje.         | 378    |
| XVII  | Helena aan Paris         | Helena weegt in haar antwoord de voors en tegens af.                    | 268    |
| XVIII | Leander aan Hero         | Leander besluit door de storm naar Hero toe te zwemmen.                 | 218    |
| XIX   | Hero aan Leander         | Hero antwoordt dat ze bang wacht op Leanders komst.                     | 210    |
| XX    | Acontius aan Cydippe     | Acontius schrijft dat hij het recht heeft om Cydippe te trouwen.        | 242    |
| XXI   | Cydippe aan Acontius     | Cydippe antwoordt dat ze van dat voorstel ziek is geworden.             | 248    |

## Nederlandse bewerkingen en vertalingen
Waar Heroides in de middeleeuwen eerder argwanend werd benaderd, kwam daar met het humanisme en vooral de renaissance stilaan verandering in. In het Nederlandse taalgebied was Dirc Potter in 1412 de eerste die in Der minnen loep met het werk aan de slag ging. In zijn lange tekst integreerde hij de brief van Hero aan Leander, zij het stevig herwerkt. Cornelis van Ghistele bracht in 1553 de berijmde vertaling Der Griecxscher Princerssen, ende Ionckvrouwen clachtighe Seyndtbrieuen, die herdrukken kende tot 1615. Deze succesvolle vertaling werd niet echt afgelost door de liedbewerking van Heroides die de anonieme auteur van het Princesse Liet-boec uitbracht in 1605. De volgende generatie trad pas een eeuw na Van Ghistele aan in de vorm van drie kort na elkaar verschenen versvertalingen: Jonas Cabeljau met Treurbrieven der blakende Vorstinnen en Minnebrieven der vorsten en vorstinnen (1657), Jacob Westerbaen met een fraai overgezette selectie Brieven van Doorluchtige Vrouwen uyt Ovidius Naso (1657) en een gekuiste vertaling van Lodewyck Broomans (1659). Abraham Valentyn bracht in 1678 het eerste deel van Ovidius' verzameld werk, waarin een prozavertaling van de Heroides was opgenomen onder de titel Princesse-brieven. Die werd in 1716 overtroffen door Vondels prozavertaling, een door David van Hoogstraten geredigeerde kladtekst die sinds de creatie in 1641/42 stof had vergaard. Dit boek getiteld Publius Ovidius Nasoos Heldinnebrieven kreeg regelmatig bijgewerkte herdrukken, tot in 1889 een uitgave het licht zag op basis van Vondels autograaf.
Er bestaan drie vertalingen van Heroides in hedendaags Nederlands, waarvan twee integraal:
- Legendarische vrouwen (Heroides), vert. W.A.M. Peters. Baarn, Ambo, 1994, ISBN 9789026312519
- Heldinnenbrieven, vert. Marietje d'Hane-Scheltema. Amsterdam, Athenaeum - Polak & Van Gennep, 2019. ISBN 9789025310233 (negen brieven)
- Heroides. Held... Brieven, vooral van vrouwen, vert. Harrie Geelen. Haarlem, In de knipscheer, 2024. ISBN 9789493368002 (dactylische hexameter, tweetalige uitgave)

## Voetnoten
1. ↑  E.A. Kirfel, Untersuchungen zur Briefform der Heroides Ovids, proefschrift universiteit Stuttgart, 1969